# アイ・ドント・ノウ・ハウ・バット・ゼイ・ファウンド・ミー
アイ・ドント・ノウ・ハウ・バット・ゼイ・ファウンド・ミー（I DONT KNOW HOW BUT THEY FOUND ME）は、アメリカ合衆国のインディー・ポップ・バンドで、シンガーソングライターであるダロン・ウィークスによるソロ・プロジェクト。略称は「iDKHOW」「iDKHow」。2016年にユタ州ソルトレイクシティでウィークスと、かつてのウィークスのバンドであるザ・ブロベックスの元メンバーのライアン・シーマンとのデュオとして結成された。
2018年にデュオ初のEP『1981 Extended Play』を発売。同年3月の『ロック・サウンド』誌の表紙で「世界で最もホットな無名のバンド」と評された。2023年のシーマンの脱退し、この翌年にソロ・プロジェクトへの移行後初となるスタジオ・アルバム『Gloom Division』を発売。

## 経歴

### 結成まで
2007年、当時ソロ・プロジェクトであるザ・ブロベックスとして活動していたダロン・ウィークスがアイ・アム・ゴーストを脱退したばかりのライアン・シーマンと出会う。この翌年、シーマンがザ・ブロベックスに加入。また、2014年にウィークスがソロ名義で発表した「Sickly Sweet Holidays」や「Please Don't Jump (It's Christmas)」などの楽曲には、シーマンがドラマーとして参加している。
2009年からウィークスはパニック!アット・ザ・ディスコのツアー・メンバーとなり、2010年から正規メンバーとなった。その後パニック!アット・ザ・ディスコとの活動と並行して、楽曲制作や録音作業を行なう。レコーディングにはシーマンも参加し、これがアイ・ドント・ノウ・ハウ・バット・ゼイ・ファウンド・ミーとしての活動に繋がっていくこととなった。
バンドのアイデアおよびバンド名は2009年頃から考えられていた。バンド名は映画『バック・トゥ・ザ・フューチャー』の台詞に由来する。英表記では「don't」のアポストロフィーや「how」の後のコンマが省かれており、これについてウィークスはパニック!アット・ザ・ディスコを引き合いに「かつて句読点が重大事なバンドにいたから、ちょっと逆のアプローチをとりたくてすべて取り除いたんだ」と語っている。
2016年12月6日に開催された『Emo Nite Los Angeles' 2-year anniversary』に事前告知なく出演、ユニットとして初のライブとなった。同イベントが開催された翌日、さまざまな媒体でウィークスとシーマンの「新しいサイド・プロジェクト」について言及され、以降もイベントでの写真や映像が出回ったものの、2人は何か月にもわたってこのプロジェクトの存在を否定した。後にウィークスは自身やシーマンの知名度やそれぞれが在籍しているバンドとの結びつきを利用したくなかったと説明している。2017年4月にシーマンがフォーリング・イン・リヴァースを脱退し、同年12月にウィークスがパニック!アット・ザ・ディスコから離脱した。

### デビュー − 2人組としての活動

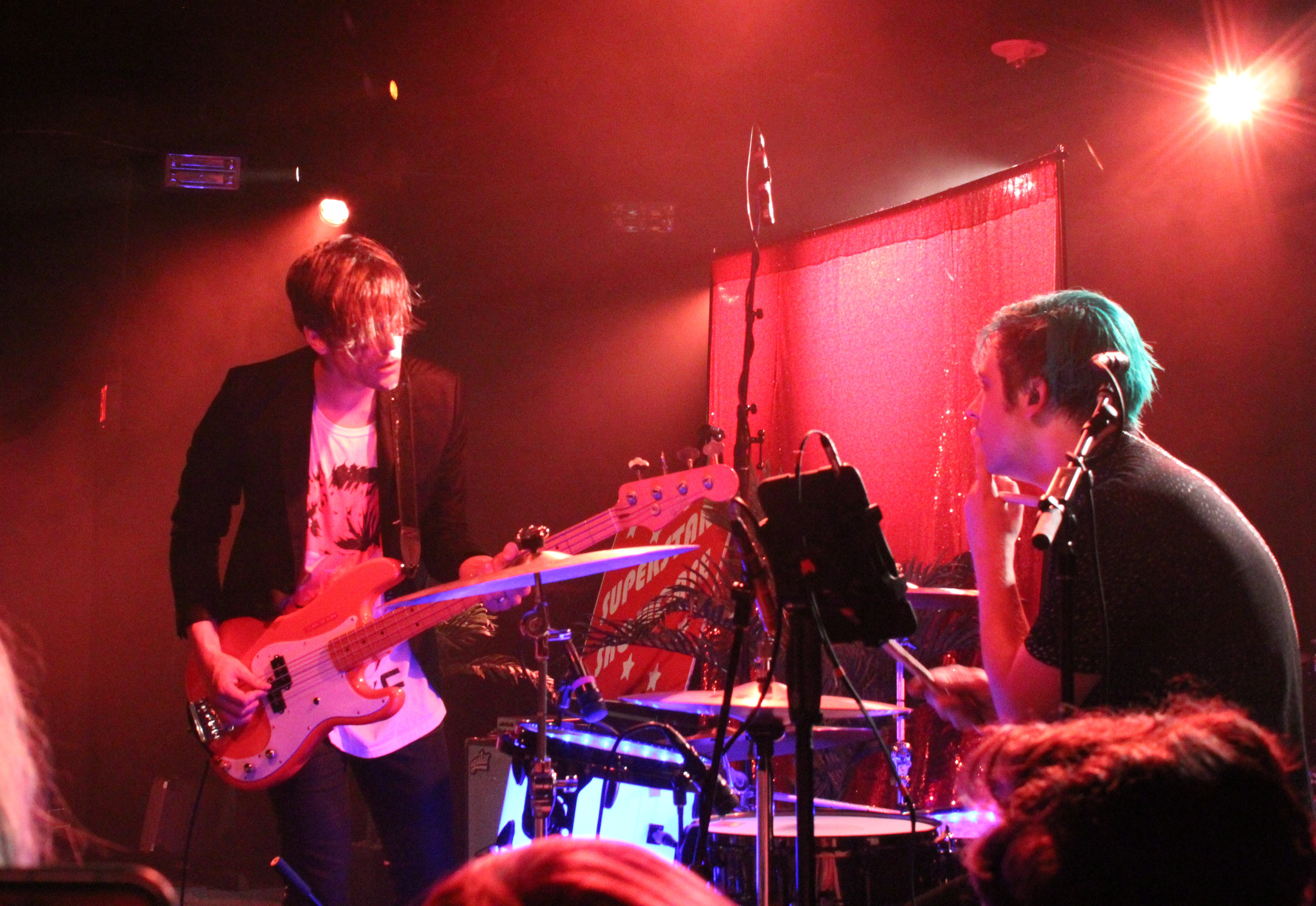
2018年6月のウィークス（左）とシーマン（右）

2017年8月17日、バンドの公式Instagramで告知動画が公開され、翌日にシングル『Modern Day Cain』が発売され、同日にミュージック・ビデオも公開された。「Modern Day Cain」は、iTunesのオルタナティヴ・ロック・チャートで最高位8位を記録した。10月26日、「Choke」を2作目のシングルとして発売。
2018年3月14日、公式サイト上で、「Nobody Likes The Opening Band」の無料ダウンロードを開始。8月24日、「Choke」をフィアレス・レコードから「Do It All The Time」との両A面シングルとして再発売。同月25日にレディング・フェスティバル、翌日にリーズ・フェスティバルに出演。11月9日、EP『1981 Extended Play』でデビューし、『ビルボード』誌のHeatsekers Albumsで第1位を獲得した。
2019年4月28日から5月18日にかけて『1981 Extended Play』を引っさげたヘッドライニングツアーが開催された。11月15日、スレイドのカバー曲「メリー・クリスマス・エヴリバディ」を含む3曲を収録したEP『Christmas Drag』を発売。
2020年8月5日、シングル『Leave Me Alone』を発売、『ビルボード』誌のAlternative Airplayで第1位を獲得した。シングル発売と同日にはデビュー・スタジオ・アルバム『Razzmatazz』の発売が控えていることも発表された。9月16日にはアルバムの表題曲「Razzmatazz」、10月2日には「New Invention」が発売された。アルバム『Razzmatazz』は10月23日に発売され、『ビルボード』誌のHeatseekers Albumsで最高位2位を記録。

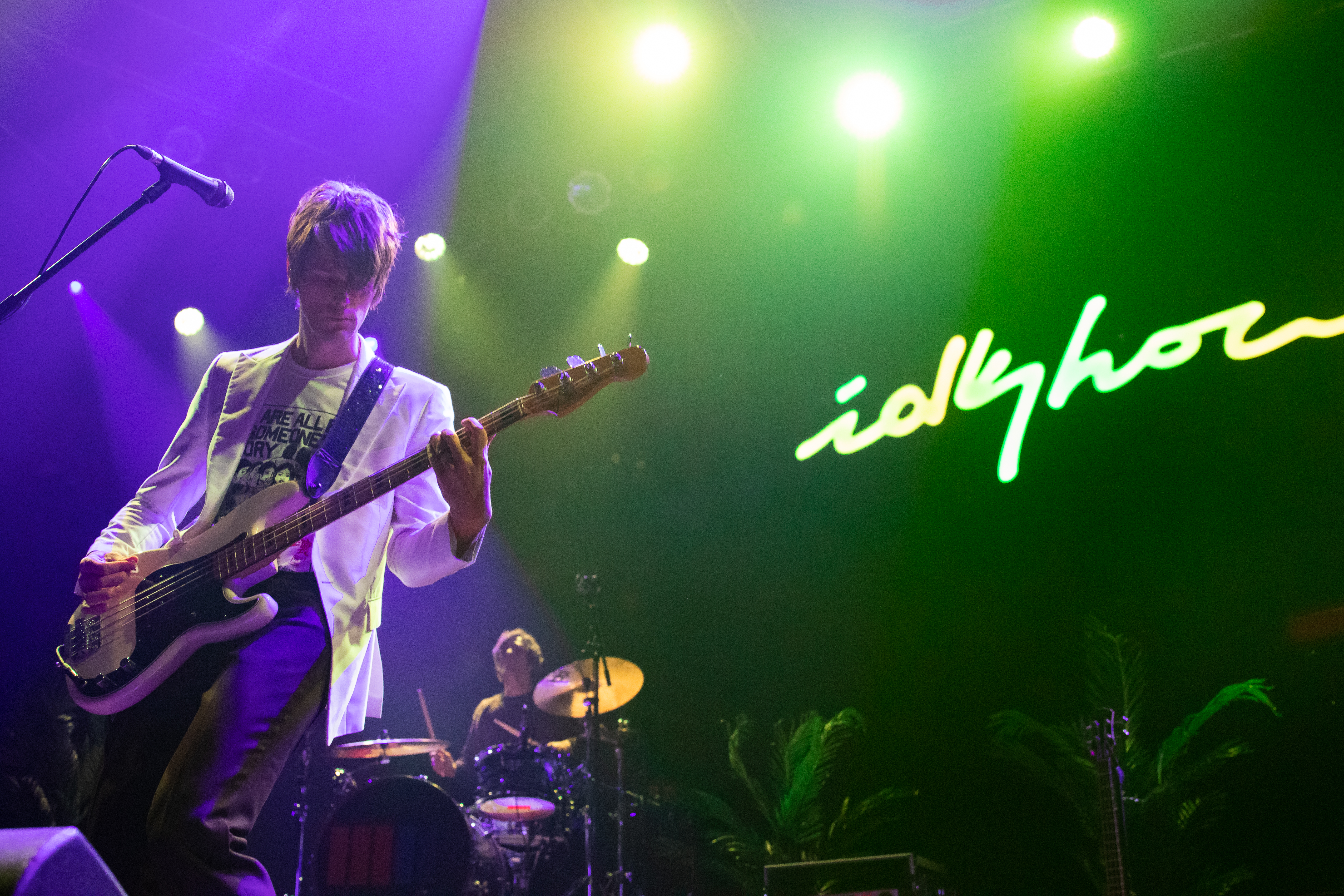
シカゴ公演にて（2022年）

2021年1月25日、ABCの音楽番組『ジミー・キンメル・ライブ!』でテレビ初出演。これに続けて2月23日に放送の『エレンの部屋』やCBSの『This Morning's Saturday Sessions』にも出演した。2月26日、ベックの「デボラ」のカバー版を発売し、6月12日にかねてよりライブで演奏していた楽曲「Mr. Sinister」を「Mx. Sinister」と改題して発売。11月5日にテッサ・ヴァイオレットをゲストに迎えた「New Invention」の新バージョンが発売され、同月19日に同バージョンやザ・キュアーのカバー曲「ボーイズ・ドント・クライ」を追加収録した『Razzmatazz』のデラックス・エディションが発売された。
2021年11月2日から20日にかけて『Razzmatazzmatour』、2022年1月18日から2月26日にかけて『The Thought Reform Tour』が開催された。
2022年8月25日から9月25日にかけてジョイウェーヴとのコ・ヘッドライニング・ツアー『The Welcome To Hellvetica Tour』が開催された。

### ソロ・プロジェクトへの移行
2023年9月17日、ウィークスが公式SNSでバンドがコンコード・レコードと契約したことと、シーマンが「一連の裏切り行為」により脱退することを発表。10月5日、2023年2月23日に2作目のスタジオ・アルバム『Gloom Division』を発売することを発表し、アルバムからの第1弾シングル『What Love?』が発売され、ミュージック・ビデオも公開された。同日には12月30日に地元であるソルトレークシティでホリデースペシャル公演を開催することを発表。12月7日に第2弾シングル『Gloomtown Brats』が発売され、2024年1月11日に第3弾シングル『Infatuation』が発売された。2月23日に『Gloom Division』が発売され、『ビルボード』誌のHeatseekers Albumsで最高位7位を記録した。

## 音楽性
アイ・ドント・ノウ・ハウ・バット・ゼイ・ファウンド・ミーの音楽スタイルは、主にインディー・ポップと見なされている。ウィークスはバンドの音楽スタイルとして「インディーポップ」「ヒップスター・ナンセンス」「グラム・ワム」を挙げている。このほか音楽スタイルはダンスロック、ニュー・ウェイヴ、エレクトロニック・ロック、オルタナティヴ・ロック、「エレクトロ・ポップ・ロック」、「1960年代のガレージ、1970年代のグラム、1980年代のニュー・ウェイヴ、初期のブリットポップ」を融合したポップ・ロックと見なされている。
バンドの音楽面や風貌は1980年代の様式に強く影響を受けており、ウィークスは当時のポップ・カルチャーから触発されたと説明している。また、ウィークスはバンドの音楽スタイルに影響を与えたアーティスト・グループとしてマーク・ボラン、デヴィッド・ボウイ、オインゴ・ボインゴ、エルヴィス・コステロ、インク・スポッツ、ジョー・ジャクソンを挙げている。

## メンバー
現メンバー
- ダロン・ウィークス（Dallon Weekes） – リード・ボーカル、ベース、ギター、シンセサイザー、ピアノ、プロダクション（2016年 - ）

ツアー・メンバー
- アンソニー・プルプーラ（Anthony Purpura） – ギター、鍵盤楽器、バッキング・ボーカル（2021年 - ）
- アイザック・ポール（Issac Paul） – ギター、鍵盤楽器、ベース、バッキング・ボーカル（2023年 - ）
- ロニー・シュトラウス（Ronnie Strauss） – ドラム、パーカッション（2023年 - ）

旧メンバー
- ライアン・シーマン（Ryan Seaman） – ドラム、パーカッション、バッキング・ボーカル（2016年 - 2023年）

## 作品
スタジオ・アルバム
- Razzmatazz（2020年）
- Gloom Division（2024年）

EP
- 1981 Extended Play（2018年）
- Christmas Drag（2019年）
- Razzmatazz B-Sides（2021年）

## ツアー
- Content Tour（2018年）[75]
- Entertainment Tour: North America（2018年）[注 1]
- Night Heat Tour（2019年）[77]
- Silversun Pickups Tour（2019年）[注 2]
- Razzmatazztour（2021年）[58]
- The Thought Reform Tour（2022年）[59]
- The Welcome To Hellvetica Tour（2022年）[注 3]
- Gloomtown Tour（2024年）[65]